# آسیمان قربانلی
آسیمان قربانلی (زادهٔ ۱۰ اوت ۱۹۹۲) کاراته‌کا آذربایجانی است. او مدال طلای وزن ۸۴+ کیلوگرم مردان را در بازی‌های اروپایی ۲۰۱۹ که در مینسک، بلار
وس برگزار شد، به دست آورد. وی همچنین در مسابقات جهانی کاراته ۲۰۲۱ که در شهر دبی امارات برگزار شد، در وزن ۸۴+ کیلوگرم مردان یکی از مدال آوران برنز بود.

## دوران حرفه ای
قربانلی در سال ۲۰۱۷ در مسابقات کومیته ۸۴+ کیلوگرم مردان در بازی‌های همبستگی کشورهای اسلامی که در باکو آذربایجان برگزار شد، یکی از مدال‌های برنز را کسب کرد. وی در مسابقات کاراته قهرمانی اروپا ۲۰۱۹ که در گوادالاخارا اسپانیا برگزار شد، در وزن ۸۴+ کیلوگرم کومیته مردان یکی از مدال‌های برنز را کسب کرد.
در ژوئن ۲۰۲۱، قربانلی در مسابقات جهانی انتخابی المپیک که در پاریس، فرانسه برگزار شد، شرکت کرد و امیدوار بود برای بازی‌های المپیک تابستانی ۲۰۲۰ در توکیو، ژاپن شرکت کند. او در نوامبر ۲۰۲۱ در مسابقات جهانی کاراته که در دبی امارات متحده عربی برگزار شد در وزن ۸۴+ کیلوگرم مردان موفق به کسب یکی از مدال‌های برنز شد.
قربانلی در مسابقات جهانی ۲۰۲۲ که در بیرمنگام ایالات متحده برگزار شد در بخش کومیته ۸۴+ کیلوگرم مردان شرکت کرد. او در مرحله حذفی به مقام سوم دست یافت و برای رقابت در نیمه نهایی به رقابت نرسید. قربانلی در رقابت‌های همبستگی کشورهای اسلامی ۲۰۲۱ که در قونیه ترکیه برگزار شد، در وزن ۸۴+ کیلوگرم مردان به مدال نقره دست یافت.
وی در سال ۲۰۲۳ یکی از مدال‌های برنز وزن ۸۴+ کیلوگرم مردان بازی‌های اروپایی لهستان را به دست آورد.